# Le Schaeferhof
Pour l’article homonyme, voir Schaeferhof.
Le Schaeferhof est un monument historique situé à Murbach, dans le département français du Haut-Rhin.

## Localisation
Ce bâtiment est situé au 6, rue de Guebwiller à Murbach.

## Historique
L'édifice fait l'objet d'une inscription au titre des monuments historiques depuis 1993.